# Turniej o Złoty Kask 1996
Turniej o Złoty Kask 1996 – cykl zawodów żużlowych, organizowanych corocznie przez Polski Związek Motorowy. W finale, rozegranym we Wrocławiu, zwyciężył Jacek Gollob.

## Finał
- Wrocław, 27 września 1996
- Sędzia: Maciej Spychała

| Msc. | Zawodnik             | Klub         | Pkt   |             |  |
| ---- | -------------------- | ------------ | ----- | ----------- |  |
| 1    | Jacek Gollob         | Bydgoszcz    | 14 +3 | (3,3,2,3,3) |  |
| 2    | Tomasz Gollob        | Bydgoszcz    | 14 +2 | (2,3,3,3,3) |  |
| 3    | Roman Jankowski      | Leszno       | 10 +3 | (2,1,3,2,2) |  |
| 4    | Rafał Dobrucki       | Piła         | 10 +2 | (d,3,3,2,2) |  |
| 5    | Andrzej Huszcza      | Zielona Góra | 10 +1 | (1,2,2,2,3) |  |
| 6    | Piotr Świst          | Gorzów Wlkp. | 9     | (3,1,3,0,2) |  |
| 7    | Tomasz Bajerski      | Toruń        | 9     | (1,1,1,3,3) |  |
| 8    | Robert Sawina        | Gniezno      | 8     | (3,3,0,1,1) |  |
| 9    | Piotr Protasiewicz   | Wrocław      | 7     | (2,2,2,1,0) |  |
| 10   | Sławomir Drabik      | Częstochowa  | 7     | (2,2,1,1,1) |  |
| 11   | Jacek Rempała        | Tarnów       | 5     | (1,0,2,1,1) |  |
| 12   | Zenon Kasprzak       | Rawicz       | 4     | (3,0,1,0,0) |  |
| 13   | Jacek Krzyżaniak     | Toruń        | 4     | (0,1,0,3,d) |  |
| 14   | Dariusz Śledź        | Wrocław      | 3     | (0,2,1,0,0) |  |
| 15   | Damian Baliński      | Leszno       | 3     | (1,0,0,0,2) |  |
| 16   | Sebastian Ułamek     | Częstochowa  | 3     | (0,0,d,2,1) |  |
|      | rez. Janusz Stachyra | Częstochowa  | ns    |             |  |
|      | rez. Adam Łabędzki   | Leszno       | ns    |             |  |